# الکافات
الکافات (به عربی: الکافات) یک روستا در سوریه است که در ناحیه مرکزی سلمیه واقع شده‌است. الکافات ۱٬۸۹۳ نفر جمعیت دارد.